# Rahat
Rahatul sau rahatul turcesc este un sortiment de dulciuri originar din Turcia făcut din zahăr, arome alimentare și amidon.
În țara de origine, acest produs este cunoscut sub numele de lokum [loˈkum] sau (arhaic) ca rahat lokum, fiind un produs foarte popular în tot spațiul balcanic. Rahatul are o consistență similară cu a jeleului, fiind însă mai solid, mai lipicios și mai opac. Mai mult, datorită conținutului foarte ridicat de zahăr, este mult mai dulce decât majoritatea dulciurilor, fiind mai apropiat în această privință de șerbet decât de jeleu. De obicei, se comercializează tăiat în cuburi mici (cu latura de 2–3 cm), acoperite cu zahăr pudră pentru a nu se lipi între ele sau de mână.
Produs încă din secolul al XV-lea, inițial el se făcea din miere, melasă și făină. Pe măsură ce zahărul a devenit mai ieftin, acesta a înlocuit mierea și melasa în compoziție. Dacă la începuturi, rahatul era disponibil numai în cea mai simplă varietate (conținând doar zahăr, amidon și apă), astăzi se poate cumpăra într-o varietate mare de culori și arome (cele mai populare fiind de lămâi, portocale, cacao și fistic). Mai mult, există și varietăți de rahat care conțin în mijloc fistic, alune, nuci sau migdale, sau care sunt acoperite cu diverse alte dulciuri, precum nuga. În România a fost introdus în secolul al XVIII-lea, alături de bragă, nugă și baclava, întâi prin intermediul Fanarioților, negustorilor din Levant și Constantinopol, devenind apoi unul din produsele caracteristice pentru bâlciurile și târgurile muntene de secol XVIII-XIX. Tradițional, în România și în spațiul balcanic, rahatul se servește după cafea, împreună cu un pahar de apă rece. Această tradiție este însă din ce în ce mai rară, rahatul fiind astăzi servit de unul singur, odată cu schimbarea culturii cafelei. Mai mult, rahatul a fost introdus în bucătăria tradițională românească - una din rețetele cele mai folosite de cozonac încorporează bucăți de rahat în compoziție.